# Studieninstitut für kommunale Verwaltung Sachsen-Anhalt
Das Studieninstitut für kommunale Verwaltung Sachsen-Anhalt e. V. (SIKOSA) mit Sitz in Magdeburg ist ein Bildungsträger für die Beschäftigten, Beamten und Auszubildenden im öffentlichen Dienst der Kommunen im Land Sachsen-Anhalt. Vorstandsvorsitzender ist Marcus Waselewski, Beigeordneter des Landkreises Börde. Institutsleiter ist seit Juni 2018 Dirk Furchert.
Das Studieninstitut wurde im Jahr 1990 gegründet und ist privatrechtlich als eingetragener Verein organisiert. Mitglieder des Vereins sind die Gemeinden, Verbandsgemeinden, kreisfreien Städte und Landkreise sowie kommunale Verbände in Sachsen-Anhalt. 
Aufgaben des Studieninstituts sind die Vermittlung der für die Tätigkeit der Mitarbeiter der Kommunalverwaltung fachlichen und wissenschaftlich-theoretischen Grundlagen und  die Abnahme von Prüfungen. 
Das Studieninstitut führt insbesondere den theoretischen Teil des Vorbereitungsdienstes der Beamtenanwärter des mittleren allgemeinen Verwaltungsdienstes, die dienstbegleitende Ausbildung der Auszubildenden im Ausbildungsberuf Verwaltungsfachangestellter in Form von Lehrgängen zur Vorbereitung auf die Zwischenprüfung und die Abschlussprüfung (nicht jedoch die Abnahme dieser Prüfungen), die Weiterbildung zum Verwaltungsfachwirt (Beschäftigtenlehrgang II) sowie Seminare und andere Maßnahmen zur Fortbildung durch. Daneben unterstützt es seine Mitglieder auch durch die Beratung zu Fragen der Ausbildung und bei Bedarf durch die Durchführung von Auswahlverfahren. Die SIKOSA-Beratungsgesellschaft unterstützt die Mitglieder des Vereins mit Dienstleistungen der Organisationsberatung und Organisationsentwicklung. 
Neben dem Hauptsitz in Magdeburg besteht auch ein Bildungszentrum in Halle (Saale).
SIKOSA ist Mitglied im Bundesverband der Verwaltungsschulen und Studieninstitute (BVSI).